# Grayson n.º 184
Grayson n.º 184 es un municipio rural canadiense situado en la provincia de Saskatchewan.

## Superficie
Grayson n.º 184 tiene una superficie de 862,8 km².

## Demografía
En 2021, tenía 547 habitantes, una densidad poblacional de 0,6 hab./km², y 351 viviendas.